# Stefan Żeromski
Stefan Żeromski, né le 14 octobre 1864 à Strawczyn, près de Kielce, et mort le 20 novembre 1925 à Varsovie, est un romancier et dramaturge polonais. Auteur engagé, déchiré entre patriotisme et socialisme, il est surnommé dans son pays « la conscience de la nation ». Les critiques littéraires le classent aux côtés de Dostoïevski et de Flaubert tant pour ses recherches artistiques audacieuses que pour la finesse et la complexité psychologique de ses personnages pris dans la tourmente de la grande histoire.
Il a écrit sous les pseudonymes de Maurycy Zych, Józef Katerla et Stefan Iksmoreż.

## Biographie
Issu d'une noblesse désargentée, dont les membres ont activement participé à différents mouvements de libération de la Pologne, partagée à l’époque entre trois empires : russe, allemand, austro-hongrois, Stefan Żeromski grandit dans la région de Sainte-Croix. Il appartenait à une génération d'intelligentsia radicale, sensible aux conflits sociaux et qui se sentait personnellement responsable de la destinée de sa nation soumise à une russification et une germanisation intenses.

### Jeunesse
Le futur romancier perd sa mère à l'âge de 15 ans. Son père meurt quatre ans plus tard en 1883. 
Ses années passés au collège de Kielce, qu'il commence à fréquenter à l'âge de 10 ans, feront l'objet de son premier roman Les Travaux de Sisyphe (Syzyfowe prace, 1897), devenu aujourd'hui un classique dans les écoles polonaises. Ce récit autobiographique raconte comment des lycéens polonais résistent à la russification et organisent un enseignement clandestin de langue et de culture polonaises. 
C'est au collège que Żeromski se met à écrire. Il tient aussi des Journaux (1882-1891) dont l'influence sera considérable sur la jeunesse polonaise de l'entre-deux-guerres.
Après collège, Żeromski entame des études de médecine vétérinaire à Varsovie. Il y est confronté à l’activisme social dans le milieu des artisans et des ouvriers. Lui-même, il connait la misère. Il donne des cours particuliers mais le peu de revenus et l'état de sa santé l'obligent à arrêter l’université. Toute la vie de Żeromski sera marquée par la lutte contre la tuberculose et les difficultés financières. 
Il commence à travailler comme précepteur dans des familles de propriétaires terriens. C'est ainsi qu'à Nałęczów il rencontre sa future épouse Oktawia Rodkiewicz née Radziwiłłowicz (l'écrivain Bolesław Prus est le témoin à leur mariage). Il devient ensuite responsable de la bibliothèque polonaise de Rapperswil en Suisse (1892-1896), puis celui de la bibliothèque Zamoyski de Varsovie (1897-1903). Ces postes lui donnent l'occasion de faire des recherches historiques approfondies et d'étudier la pensée politique et sociale qui se développe au sein l'émigration polonaise. À cette époque, il publie également ses premières nouvelles (Corbeaux et corneilles vous dépèceront, 1895) 

### Consécration
La parution des Hommes sans-foyer (Ludzi bezdomni, 1900) est un grand succès qui aide l'écrivain à améliorer sa situation financière. Avec ce livre Żeromski crée aussi un nouveau genre de roman social. Hommes sans-foyer dénonce la misère dans laquelle se trouve la jeune intelligentsia qui tente d'aider ceux qui constituent la couche la plus pauvre de la société, vivant à la merci d'une minorité de riches propriétaires.
Le roman suivant Cendres (Popioły), parut entre 1902 et 1904 en feuilleton dans le Tygodnik Ilustrowany et connu ensuite par l’adaptation cinématographique du metteur en scène Andrzej Wajda, relate l’engagement des troupes polonaises dans les armées napoléoniennes, qui participent notamment en campagne de l'Espagne, non sans se poser des questions sur le bien-fondé de cet engagement si loin de leur patrie et de leurs aspirations. Cendres marque une évolution du roman historique polonais. Si le prix Nobel Henryk Sienkiewicz cherche dans le passé une source de fierté et d'inspiration, Żeromski regarde le passe avec un œil plus pessimiste. Ce nouveau succès permet à Żeromski de se consacrer entièrement à la littérature. Il vit un an à Zakopane puis de nouveau à Nałęczów où il se fait construire une maison dans le style "montagnard" conçu par Stanisław Witkiewicz et s'adonne à l'enseignement populaire qui lui vaut un placement sous la surveillance policière de la part des autorités tsaristes. 
Poussé à l'exil, il passe en Galicie puis arrive avec sa famille à Paris où il vit trois ans (1909-1912). Revenu en Pologne, il prend part active à la vie culturelle et politique en faveur de l'indépendance de son pays.
En 1913, il abandonne sa femme et fonde une nouvelle famille avec l'artiste peintre Anna Zawadzka. 
Après le déclenchement de la Première Guerre mondiale, il ne participe pas aux combats, il retourne à Zakopane. Il deviendra d'ailleurs le premier président de la brève République de Zakopane fondée à la fin de la guerre.
Dans la Pologne indépendante, Żeromski s'installe à Varsovie. Il est le fondateur et premier président de la branche polonaise du PEN Club. 
En 1920, il prend part à l'organisation du plébiscite en Mazurie qui demande le rattachement de cette terre à la Pologne. Pendant la guerre soviéto-polonaise, il est présent sur le front en tant que journaliste.
En 1922 paraît son roman Le Vent de la mer (Wiatr od morza,1922) récompensé par le Prix littéraire d'État.
Dans son dernier roman L'Avant Printemps (Przedwiośnie, 1925) perçu comme son testament, l'écrivain, bien très sensible aux questions de justice sociale, se montre particulièrement réservé à l'égard de la révolution soviétique de 1917.
Żeromski décède le 20 novembre 1925 au Château Royal de Varsovie où, à l'initiative du Président de la nouvelle République polonaise, il avait reçu un appartement. Ses obsèques sont une grande manifestation nationale. Il est enterré dans le cimetière protestant réformé de Varsovie.
Un musée consacré à l'écrivain a été ouvert à Nałęczów en 1928.

## Galerie

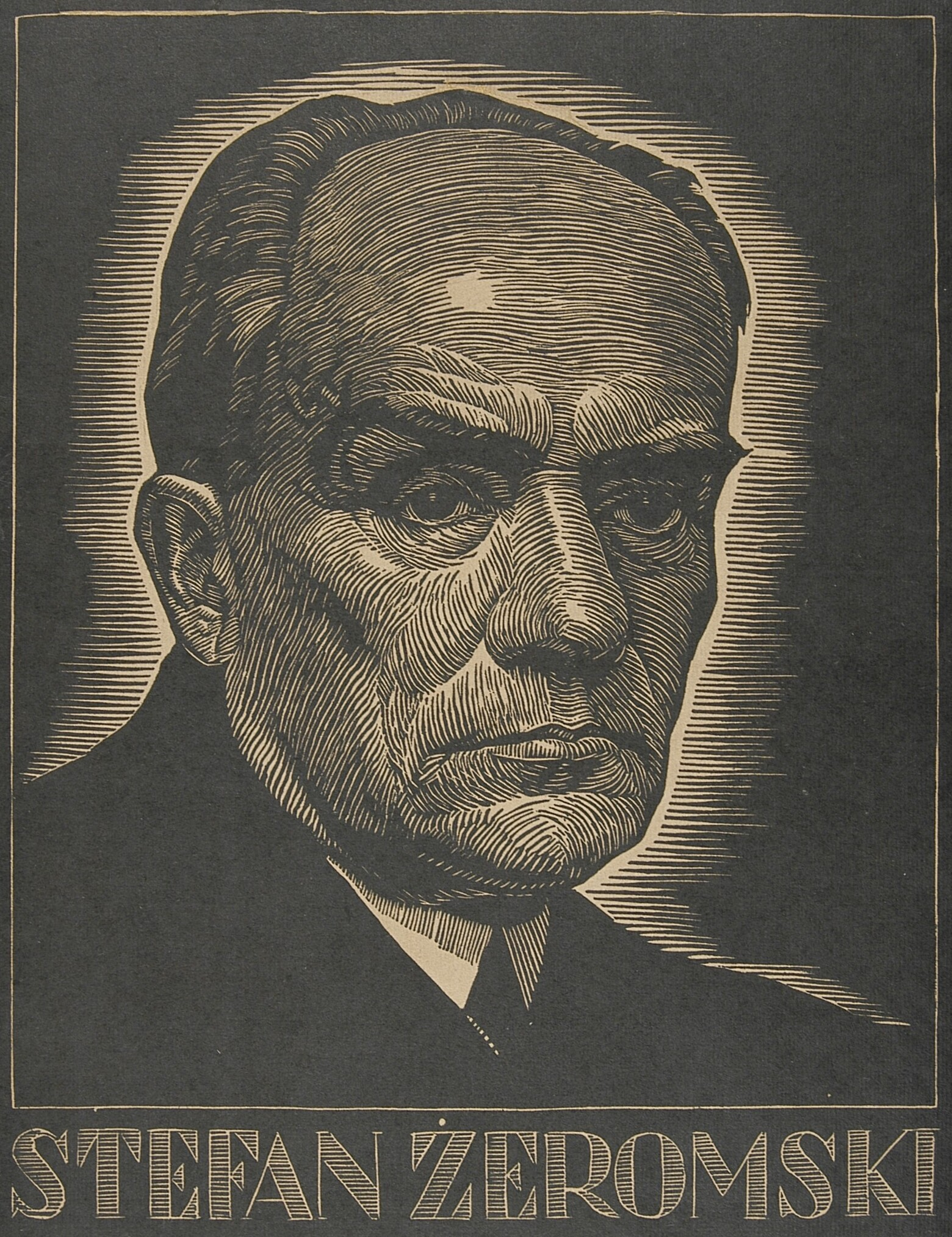
Stefan Żeromski par Władysław Skoczylas
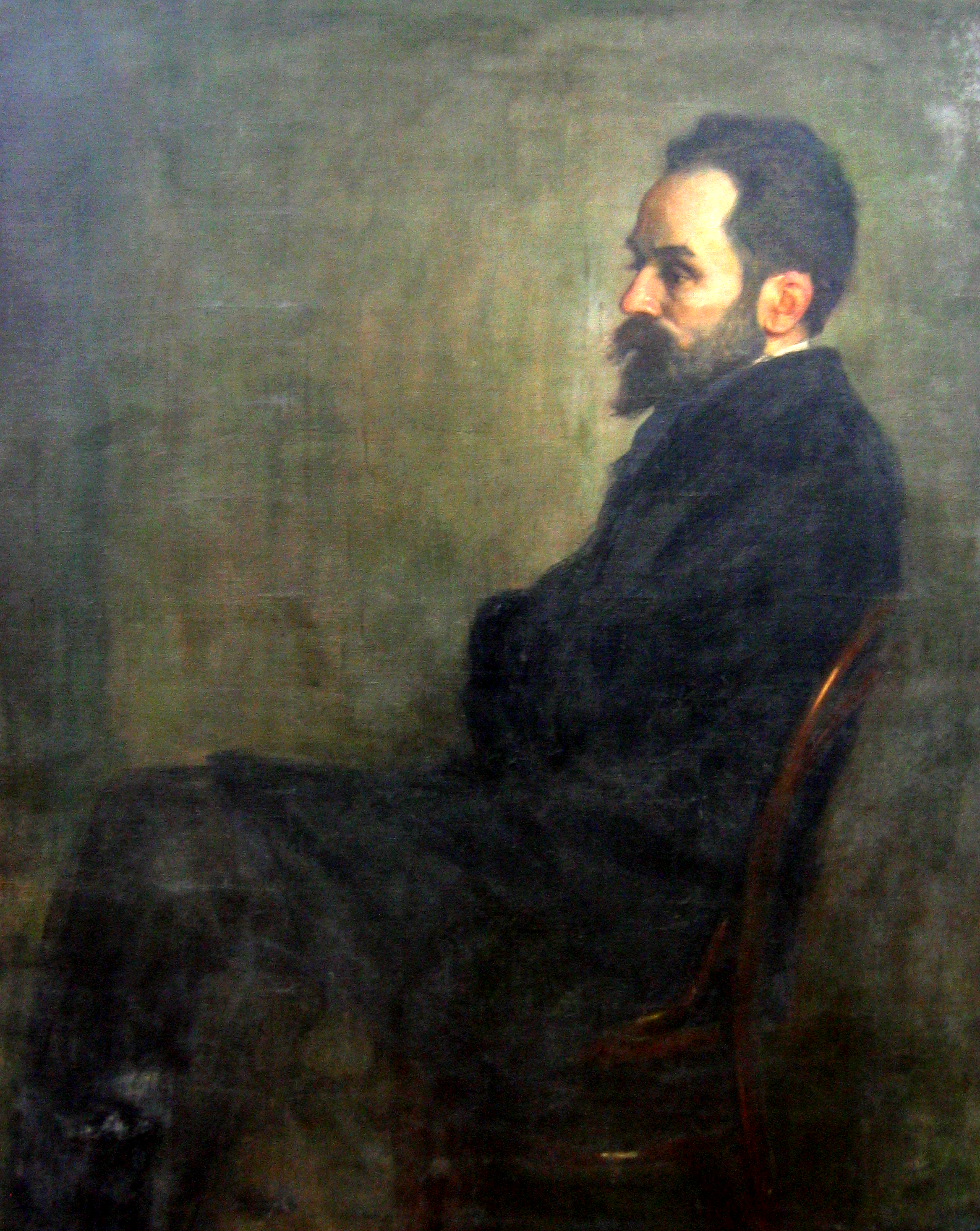
Stefan Żeromski par Eligiusz Niewiadomski
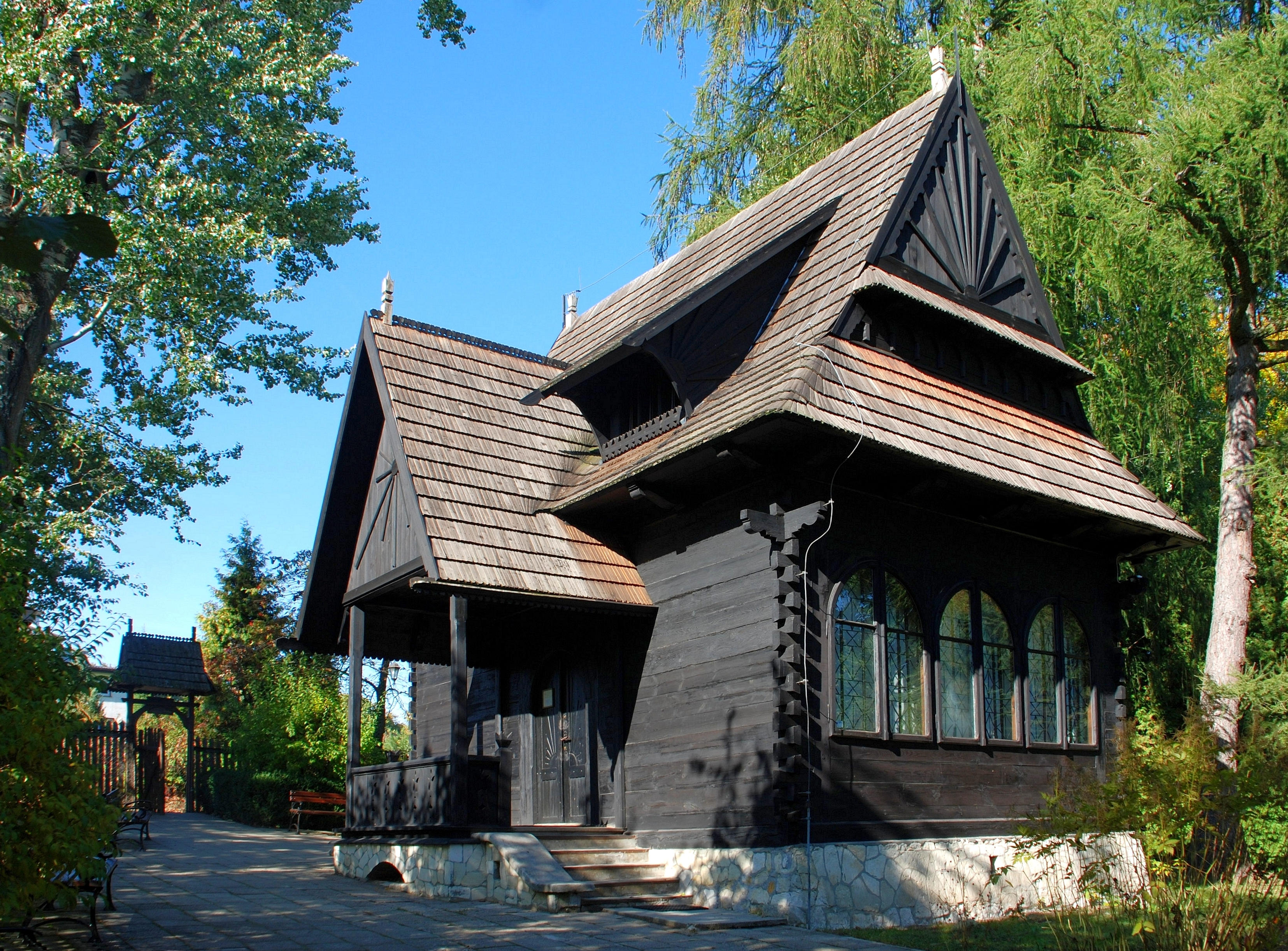
Maison d'été de Stefan Żeromski à Nałęczów, aujourd'hui son musée

## Principales œuvres
- Les Travaux de Sisyphe (Syzyfowe prace, 1897)
- Hommes sans-foyer (Ludzi bezdomni, 1900)
- Cendres (Popioły, 1904)
- Le Rêve de l'épée (Sen o szpadzie,1905)
- Les Pavés nus ( Nagi bruk, 1906)
- Histoire d'un péché (Dzieje Grzechu, 1908)
- La Rose (Róża,1909)
- Le Fleuve fidèle (Wierna rzeka, 1912)
- La beauté de vivre (Uroda życia, 1912)
- Le Vent de la mer (Wiatr od morza,1922)
- L'Avant Printemps (Przedwiośnie, 1924)

## Œuvres publiées en langue française
- L'Heure ; traduit du polonais par Mme de Rakowska, 1904
- Le Roman de Walgour ; Traduit par St. Dunin-Karwicki. Illustré par Z. Kamiński, Ed. J. Mortkowicz, 1923
- Pages choisies / Étienne Żeromski ; traduites du polonais par Stanisława Hulanicka et C. Giustiniani-Kepinska, Éditions des Amis de la Pologne, 1926
- Cendres  (trad. du polonais), Montpellier, Ph Christol, 1er janvier 2020, 474 p. (ISBN 978-2-9571524-0-7)
- La beauté de vivre : roman  (trad. du polonais par Krystyna Bourneuf et Anna Ciesielska-Ribard), Ermont, Trakt Editions, 1er octobre 2016, 397 p. (ISBN 978-2-919589-04-3)
- L'Avant-printemps  (trad. Anna Ciesielska-Ribard, en collab. avec Krystyna Bourneuf), Trakt Editions, 2018, 339 p. (ISBN 978-2-919589-05-0)
- Histoire d'un péché  (trad. Richard Wojnarowski), Editions Complicités, 2019, 571 p. (ISBN 978-2-35120-206-7)
- Le Pré-printemps : Przedwiosnie  (trad. Richard Wojnarowski), Editions BoD, 2024, 304 p. (ISBN 978-2-3225-0651-4)

## Adaptations au cinéma
- 1936: Fleuve fidèle (Wierna rzeka) mise en scène de Leonard Buczkowski
- 1983: Fleuve fidèle (Wierna rzeka) mise en scène de Tadeusz Chmielewski (Lion d'argent de la réalisation au Festival du film polonais de Gdynia de 1987)
- 1921: La beauté de vivre (Uroda życia) mise en scène de William Wauer, Eugeniusz Modzelewski
- 1930: La beauté de vivre (Uroda życia) mise en scène de Juliusz Gardan
- 1922: Rok 1863 (Année 1863) mise en scène de Edward Puchalski
- 1965: Cendres (Popioły) mise en scène de Andrzej Wajda (sélection officielle au Festival de Cannes 1966)
- 1930: Le Vent de la mer (Wiatr od morza) mise en scène de Kazimierz Czyński
- 1911: Histoire d'un péché (Dzieje Grzechu) mise en scène de Antoni Bednarczyk
- 1933: Histoire d'un péché (Dzieje Grzechu) mise en scène de Henryk Szaro
- 1975: Histoire d'un péché (Dzieje Grzechu) mise en scène de Walerian Borowczyk
- 1936: La Rose (Róża) mise en scène de Józef Lejtes
- 1967: Pavoncello (Pavoncello) mise en scène de Andrzej Żuławski

- 1975: Doktor Judym (Ludzi bezdomni) mise en scène de Włodzimierz Haupe
- 2000: Les Travaux de Sisyphe (Syzyfowe prace) mise en scène de Paweł Komorowski
- 2001: L'Avant Printemps (Przedwiośnie) mise en scène de Filip Bajon